# 1054
| Calendário gregoriano                                                        | 1054 MLIV                                              |
| Ab urbe condita                                                              | 1807                                                   |
| Calendário arménio                                                           | 503 – 504                                              |
| Calendário bahá'í                                                            | -790 – -789                                            |
| Calendário budista                                                           | 1598                                                   |
| Calendário chinês                                                            | 3750 – 3751 Início a 10 de fevereiro (aproximadamente) |
| Calendário copta                                                             | 770 – 771                                              |
| Calendário etíope                                                            | 1046 – 1047                                            |
| Calendários hindus - Vikram Samvat - Calendário nacional indiano - Cáli Iuga | 1109 – 1110 975 – 976 4154 – 4155                      |
| Calendário Holoceno                                                          | 11054                                                  |
| Calendário islâmico                                                          | 446 – 447                                              |
| Calendário judaico                                                           | 4814 – 4815                                            |
| Calendário persa                                                             | 432 – 433                                              |
| Calendário rúnico                                                            | 1304                                                   |
| Calendário solar tailandês                                                   | 1597                                                   |

1054 (MLIV, na numeração romana) foi um ano comum do século XI do Calendário Juliano, da Era de Cristo, a sua letra dominical foi B (52 semanas), teve início a um sábado e terminou também a um sábado.
No território que viria a ser o reino de Portugal estava em vigor a Era de César que já contava 1092 anos.
| Ano completo                   |
| ------------------------------ |
| Ano comum com início ao sábado |

## Eventos
- 4 de Julho - Astrónomos chineses registam a explosão de uma supernova.
- Primeiro grande cisma do Cristianismo, com a divisão entre as igrejas Católicas em Católica Romana e Católica Ortodoxa.

## Nascimentos
- Roberto II da Normandia, filho do rei Guilherme I de Inglaterra (data provável).

## Mortes
- 19 de Abril - Papa Leão IX.
- Munio Muñoz, tenente de Álava, nasceu em 1045.
- 15 de Setembro - Garcia III de Navarra n. 1020 rei de Pamplona.